# Sportverein Stuttgarter Kickers 1998-1999
Questa voce raccoglie le informazioni riguardanti lo Sportverein Stuttgarter Kickers nelle competizioni ufficiali della stagione 1998-1999.

## Stagione
Nella stagione 1998-1999 il Stuttgarter Kickers, allenato da Paul Linz e Ralf Vollmer, concluse il campionato di 2. Bundesliga al 13º posto. In Coppa di Germania il Stuttgarter Kickers fu eliminato al secondo turno dal TeBe Berlino.

## Rosa
| N. |                                 | Ruolo | Calciatore        |
| -- | ------------------------------- | ----- | ----------------- |
| 1  | Germania (bandiera)             | P     | Thomas Walter     |
| 2  | Germania (bandiera)             | D     | Dirk Wüllbier     |
| 3  | Germania (bandiera)             | C     | Stefan Minkwitz   |
| 4  | Germania (bandiera)             | D     | Ralf Strogies     |
| 5  | Serbia (bandiera)               | D     | Darko Ramovs      |
| 6  | Germania (bandiera)             | D     | Alexander Malchow |
| 7  | Germania (bandiera)             | C     | Carsten Marell    |
| 8  | Germania (bandiera)             | A     | Markus Sailer     |
| 9  | Germania (bandiera)             | A     | Eberhard Carl     |
| 10 | Bosnia ed Erzegovina (bandiera) | C     | Adnan Kevric      |
| 11 | Germania (bandiera)             | A     | Danny Winkler     |
| 12 | Ghana (bandiera)                | A     | Joseph Aziz       |
| 13 | Grecia (bandiera)               | C     | Niko Chatzis      |

| N. |                     | Ruolo | Calciatore            |
| -- | ------------------- | ----- | --------------------- |
| 14 | Croazia (bandiera)  | A     | Tomislav Marić        |
| 15 | Germania (bandiera) | D     | Achim Pfuderer        |
| 16 | Germania (bandiera) | C     | Zoltán Sebescen       |
| 17 | Germania (bandiera) | C     | Torsten Raspe         |
| 18 | Italia (bandiera)   | A     | Giuseppe Carnevale    |
| 19 | Germania (bandiera) | D     | Michael Kümmerle      |
| 21 | Germania (bandiera) | C     | Bernd Santl           |
| 22 | Germania (bandiera) | C     | Cristian Fiél         |
| 25 | Germania (bandiera) | P     | Bernd Klaus           |
| 26 | Croazia (bandiera)  | C     | Jago Marić            |
| 27 | Italia (bandiera)   | C     | Alessandro Di Martile |
|    | Germania (bandiera) | C     | Nico Kemmler          |

## Organigramma societario
Area tecnica
- Allenatore: Ralf Vollmer
- Allenatore in seconda:
- Preparatore dei portieri:
- Preparatori atletici:

## Calciomercato

### Sessione estiva
| Acquisti | Acquisti           | Acquisti         | Acquisti |
| R.       | Nome               | da               | Modalità |
| -------- | ------------------ | ---------------- | -------- |
| A        | Joseph Aziz        | Sporting Cristal |          |
| A        | Giuseppe Carnevale | Sindelfingen     |          |
| C        | Carsten Marell     | Meppen           |          |
| D        | Darko Ramovs       | Čukarički        |          |
| A        | Danny Winkler      | Bochum           |          |

| Cessioni | Cessioni        | Cessioni         | Cessioni |
| R.       | Nome            | a                | Modalità |
| -------- | --------------- | ---------------- | -------- |
| C        | Ralf Becker     | Ditzingen        |          |
| A        | Markus Beierle  | Duisburg         |          |
| C        | Robert Hofacker | Reutlingen       |          |
| C        | Markus Lösch    | Norimberga       |          |
| C        | Mallam Yahaya   | Waldhof Mannheim |          |

### Sessione invernale
| Acquisti | Acquisti | Acquisti | Acquisti |
| R.       | Nome     | da       | Modalità |
| -------- | -------- | -------- | -------- |

| Cessioni | Cessioni       | Cessioni              | Cessioni |
| R.       | Nome           | a                     | Modalità |
| -------- | -------------- | --------------------- | -------- |
| C        | Mourad Bounoua | Eintracht Francoforte |          |

## Risultati

### 2. Bundesliga

#### Girone di andata
| Arbitro: | Dardenne |

|                                    |           |  |
| Wawrzyczek 30’ Sebescen 90’ (aut.) | Marcatori |  |

| Arbitro: | Anklam |

|                    |           |  |
| Marić 28’ Carl 90’ | Marcatori |  |

| Arbitro: | Haupt |

|                          |           |          |
| Zernicke 46’ Brdarić 73’ | Marcatori | 43’ Carl |

| Arbitro: | Hauer |

|            |           |  |
| Sailer 73’ | Marcatori |  |

| Arbitro: | Wendorf |

|  |           |            |
|  | Marcatori | 53’ Marell |

| Arbitro: | Schütz |

|                       |           |              |
| Kevric 52’ Sailer 68’ | Marcatori | 44’ Landgraf |

| Arbitro: | Margenberg |

|              |           |  |
| Sebescen 70’ | Marcatori |  |

| Arbitro: | Scheppe |

|          |           |  |
| Türr 78’ | Marcatori |  |

| Arbitro: | Weber |

|  |           |                        |
|  | Marcatori | 5’ Dikhtiar 90’ Melkam |

| Arbitro: | Kinhöfer |

|                                                        |           |  |
| Bäumer 9’ Krieg 31’, 74’ Mladinić 68’ Meißner 81’, 88’ | Marcatori |  |

| Arbitro: | Meyer |

|                        |           |                                   |
| Malchow 65’ Sailer 68’ | Marcatori | 9’ (aut.) Winkler 70’ Bałuszyński |

| Arbitro: | Gettke |

|  |           |                   |
|  | Marcatori | 75’ (rig.) Kevric |

| Arbitro: | Werthmann |

|             |           |  |
| Winkler 71’ | Marcatori |  |

| Arbitro: | Schößling |

|                         |           |            |
| Kreuz 36’ Reinhardt 40’ | Marcatori | 1’ Winkler |

| Arbitro: | Gagelmann |

|            |           |                         |
| Sailer 38’ | Marcatori | 59’ Zdrilić 66’ Trkulja |

| Arbitro: | Blumenstein |

|                       |           |                       |
| Kramny 31’ Tanjga 50’ | Marcatori | 25’ Marić 82’ Winkler |

| Arbitro: | Friedrichs |

|           |           |  |
| Marić 65’ | Marcatori |  |

#### Girone di ritorno
| Arbitro: | Sippel |

|             |           |             |
| Pröpper 46’ | Marcatori | 29’ Bounoua |

| Arbitro: | Hufgard |

|            |           |                                |
| Sailer 74’ | Marcatori | 54’ Marin 69’ Mason 82’ Scherz |

| Arbitro: | Wendorf |

|                           |           |                       |
| Raspe 68’ (rig.) Aziz 88’ | Marcatori | 73’ Renn 84’ Konetzke |

| Düsseldorf 7 marzo 1999, ore 15:00 CET 21ª giornata | Fortuna Düsseldorf | 0 – 0 referto | Kickers Stoccarda | Rheinstadion (11 000 spett.)\| Arbitro: \| Buchhart \| |
| Arbitro:                                            | Buchhart           |               |                   |                                                        |

| Arbitro: | Haupt |

|  |           |             |
|  | Marcatori | 52’ Scherbe |

| Arbitro: | Wack |

|         |           |  |
| Kos 77’ | Marcatori |  |

| Arbitro: | Hilmes |

|  |           |                       |
|  | Marcatori | 1’ Marić 78’ Sebescen |

| Arbitro: | Kinhöfer |

|                        |           |                      |
| Marić 58’ Pfuderer 90’ | Marcatori | 9’ Klee 61’ van Lent |

| Arbitro: | Schößling |

|                    |           |  |
| Stark 53’ Sané 90’ | Marcatori |  |

| Arbitro: | Fröhlich |

|                              |           |                      |
| Mladinić 5’ (aut.) Marić 41’ | Marcatori | 31’ Molata 73’ Krieg |

| Arbitro: | Anklam |

|           |           |                        |
| Reina 26’ | Marcatori | 63’ Strogies 67’ Marić |

| Arbitro: | Keßler |

|                  |           |  |
| Carl 2’ Aziz 90’ | Marcatori |  |

| Arbitro: | Gettke |

|                         |           |  |
| Lust 17’ Zimmermann 84’ | Marcatori |  |

| Arbitro: | Albrecht |

|                 |           |                      |
| Kevric 23’, 90’ | Marcatori | 35’ Asamoah 50’ Addo |

| Arbitro: | Hilmes |

|                                 |           |                            |
| Zdrilić 4’ Rösler 50’ Maier 80’ | Marcatori | 18’ Marić 89’ (aut.) Maier |

| Arbitro: | Meyer |

|                   |           |                               |
| Kevric 83’ (rig.) | Marcatori | 28’, 34’ Kramny 77’ Policella |

| Arbitro: | Schütz |

|                                                |           |                         |
| Klasnić 11’, 28’, 53’, 70’ Marin 30’ Hanke 64’ | Marcatori | 10’ Minkwitz 12’ Kevric |

### Coppa di Germania
| Arbitro: | Ortola-Knopp |

|  |           |                                             |
|  | Marcatori | 16’ Sebescen 50’ (rig.) Raspe 67’ Carnevale |

| Arbitro: | Berg |

|                                        |           |                     |
| Kovacec 23’, 26’ Copado 60’ Aračić 77’ | Marcatori | 7’ Carl 63’ Winkler |

## Statistiche

### Statistiche di squadra
| Competizione      | Punti | In casa | In casa | In casa | In casa | In casa | In casa | In trasferta | In trasferta | In trasferta | In trasferta | In trasferta | In trasferta | Totale | Totale | Totale | Totale | Totale | Totale | DR  |
| Competizione      | Punti | G       | V       | N       | P       | Gf      | Gs      | G            | V            | N            | P            | Gf           | Gs           | G      | V      | N      | P      | Gf     | Gs     | DR  |
| ----------------- | ----- | ------- | ------- | ------- | ------- | ------- | ------- | ------------ | ------------ | ------------ | ------------ | ------------ | ------------ | ------ | ------ | ------ | ------ | ------ | ------ | --- |
| 2. Bundesliga     | 41    | 17      | 7       | 5       | 5       | 23      | 22      | 17           | 4            | 3            | 10           | 15           | 31           | 34     | 11     | 8      | 15     | 38     | 53     | -15 |
| Coppa di Germania | -     | 0       | 0       | 0       | 0       | 0       | 0       | 2            | 1            | 0            | 1            | 5            | 4            | 2      | 1      | 0      | 1      | 5      | 4      | +1  |
| Totale            | 41    | 17      | 7       | 5       | 5       | 23      | 22      | 19           | 5            | 3            | 11           | 20           | 35           | 36     | 12     | 8      | 16     | 43     | 57     | -14 |

### Andamento in campionato
| Giornata  | 1  | 2 | 3  | 4 | 5 | 6 | 7 | 8 | 9 | 10 | 11 | 12 | 13 | 14 | 15 | 16 | 17 | 18 | 19 | 20 | 21 | 22 | 23 | 24 | 25 | 26 | 27 | 28 | 29 | 30 | 31 | 32 | 33 | 34 |
| --------- | -- | - | -- | - | - | - | - | - | - | -- | -- | -- | -- | -- | -- | -- | -- | -- | -- | -- | -- | -- | -- | -- | -- | -- | -- | -- | -- | -- | -- | -- | -- | -- |
| Luogo     | T  | C | T  | C | T | C | C | T | C | T  | C  | T  | C  | T  | C  | T  | C  | T  | C  | C  | T  | C  | T  | T  | C  | T  | C  | T  | C  | T  | C  | T  | C  | T  |
| Risultato | P  | V | P  | V | V | V | V | P | P | P  | N  | V  | V  | P  | P  | N  | V  | N  | P  | N  | N  | P  | P  | V  | N  | P  | N  | V  | V  | P  | N  | P  | P  | P  |
| Posizione | 15 | 8 | 11 | 7 | 5 | 3 | 3 | 5 | 7 | 8  | 9  | 7  | 7  | 7  | 9  | 9  | 11 | 8  | 9  | 10 | 10 | 10 | 11 | 9  | 10 | 11 | 10 | 9  | 9  | 9  | 10 | 11 | 12 | 13 |

Legenda:

Luogo: C = Casa; T = Trasferta. Risultato: V = Vittoria; N = Pareggio; P = Sconfitta.

### Statistiche dei giocatori
| Giocatore     | 2. Bundesliga | 2. Bundesliga | 2. Bundesliga | 2. Bundesliga | Coppa di Germania | Coppa di Germania | Coppa di Germania | Coppa di Germania | Totale   | Totale | Totale      | Totale     |
| Giocatore     | Presenze      | Reti          | Ammonizioni   | Espulsioni    | Presenze          | Reti              | Ammonizioni       | Espulsioni        | Presenze | Reti   | Ammonizioni | Espulsioni |
| ------------- | ------------- | ------------- | ------------- | ------------- | ----------------- | ----------------- | ----------------- | ----------------- | -------- | ------ | ----------- | ---------- |
| J. Aziz       | 15            | 2             | 1             | 0             | 0                 | 0                 | 0                 | 0                 | 15       | 2      | 1           | 0          |
| M. Bounoua    | 13            | 1             | 0             | 0             | 2                 | 0                 | 0                 | 0                 | 15       | 1      | 0           | 0          |
| E. Carl       | 27            | 3             | 7             | 1             | 1                 | 1                 | 0                 | 0                 | 28       | 4      | 7           | 1          |
| G. Carnevale  | 2             | 0             | 0             | 0             | 1                 | 1                 | 0                 | 0                 | 3        | 1      | 0           | 0          |
| N. Chatzis    | 29            | 0             | 4             | 0             | 2                 | 0                 | 0                 | 0                 | 31       | 0      | 4           | 0          |
| A. Di Martile | 1             | 0             | 1             | 0             | 0                 | 0                 | 0                 | 0                 | 1        | 0      | 1           | 0          |
| C. Fiél       | 0             | 0             | 0             | 0             | 0                 | 0                 | 0                 | 0                 | 0        | 0      | 0           | 0          |
| N. Kemmler    | 1             | 0             | 0             | 0             | 0                 | 0                 | 0                 | 0                 | 1        | 0      | 0           | 0          |
| A. Kevric     | 29            | 6             | 9             | 1             | 1                 | 0                 | 0                 | 0                 | 30       | 6      | 9           | 1          |
| B. Klaus      | 6             | 0             | 0             | 0             | 0                 | 0                 | 0                 | 0                 | 6        | 0      | 0           | 0          |
| M. Kümmerle   | 1             | 0             | 0             | 0             | 1                 | 0                 | 0                 | 0                 | 2        | 0      | 0           | 0          |
| A. Malchow    | 30            | 1             | 9             | 0             | 2                 | 0                 | 0                 | 0                 | 32       | 1      | 9           | 0          |
| C. Marell     | 29            | 1             | 1             | 0             | 1                 | 0                 | 0                 | 0                 | 30       | 1      | 1           | 0          |
| J. Marić      | 3             | 0             | 0             | 0             | 0                 | 0                 | 0                 | 0                 | 3        | 0      | 0           | 0          |
| T. Marić      | 26            | 8             | 6             | 0             | 0                 | 0                 | 0                 | 0                 | 26       | 8      | 6           | 0          |
| S. Minkwitz   | 31            | 1             | 8             | 1             | 2                 | 0                 | 0                 | 0                 | 33       | 1      | 8           | 1          |
| A. Pfuderer   | 33            | 1             | 6             | 0             | 2                 | 0                 | 0                 | 0                 | 35       | 1      | 6           | 0          |
| D. Ramovs     | 30            | 0             | 5             | 1             | 2                 | 0                 | 1                 | 0                 | 32       | 0      | 6           | 1          |
| T. Raspe      | 32            | 1             | 12            | 0             | 2                 | 1                 | 0                 | 0                 | 34       | 2      | 12          | 0          |
| M. Sailer     | 31            | 5             | 7             | 1             | 2                 | 0                 | 0                 | 0                 | 33       | 5      | 7           | 1          |
| B. Santl      | 7             | 0             | 2             | 0             | 2                 | 0                 | 1                 | 0                 | 9        | 0      | 3           | 0          |
| Z. Sebescen   | 19            | 2             | 4             | 1             | 2                 | 1                 | 1                 | 0                 | 21       | 3      | 5           | 1          |
| R. Strogies   | 11            | 1             | 4             | 0             | 0                 | 0                 | 0                 | 0                 | 11       | 1      | 4           | 0          |
| T. Walter     | 29            | 0             | 0             | 0             | 2                 | 0                 | 0                 | 0                 | 31       | 0      | 0           | 0          |
| D. Winkler    | 14            | 3             | 1             | 0             | 1                 | 1                 | 1                 | 0                 | 15       | 4      | 2           | 0          |
| D. Wüllbier   | 21            | 0             | 2             | 1             | 0                 | 0                 | 0                 | 0                 | 21       | 0      | 2           | 1          |